# Boblitz
Boblitz (hornolužickosrbsky Bobolcy) je místní část velkého okresního města Budyšín v Horní Lužici v německé spolkové zemi Sasko. Nachází se v zemském okrese Budyšín a má 29 obyvatel.

## Geografie
Boblitz se nachází na jižním okraji území města Budyšín. Nevelká zástavba vsi je obklopena málo zalesněnou, převážně zemědělsky využívanou krajinou. Západně od zástavby prochází nevyužívaný úsek železniční trati Budyšín–Bad Schandau.

## Historie
První písemná zmínka pochází z roku 1290, kdy je zmiňován jistý Hermannus de Bobelicz. Název vesnice je odvozen od mužského jména Bobol. V roce 1934 byla do té doby samostatná obec Boblitz připojena k obci Oberkaina, která se roku 1974 připojila k Budyšínu. Od roku 2020 je Boblitz vedeno jako samostatná místní část.

## Obyvatelstvo
Vesnice náleží k lužickosrbské oblasti osídlení.

## Osobnosti
- Pětr Bjedrich Halka (1761–1833), evangelický farář a vlastivědec
- Jan Awgust Pětř (1868–1947), velkostatkář a politik